# Насиреддін (місячний кратер)
Насиреддін (англ. Nasireddin) — місячний метеоритний кратер, що лежить на півдні Місяця. Цей кратер збігається з двома іншими – кратерами Міллера й Гаґґінса. На схід від Насиреддіна є більший кратер Штефлера.

## Опис
Даний кратер – новіше утворення порівняно з навколишніми. Він зберіг багато цікавих деталей, таких як внутрішні схили, що у вигляді терас, і круті краї на півдні й сході, де схили різко обриваються. Внутрішня поверхня відносно рівна. Усередині розташовані декілька крихітних інших кратерів. Залишки речивин із кратера Тихо лежать уздовж північного краю Насиреддіна.
Кратера названо на честь Насира ад-Діна ат-Тусі, середньовічного перського ученого-енциклопедиста, механіка, астронома.